# Thomann
Musikhaus Thomann – niemiecki sprzedawca detaliczny instrumentów muzycznych, oświetlenia i sprzętu pro-audio. Thomann stał się szeroko znany przede wszystkim dzięki dużej działalności detalicznej online. Według artykułu opublikowanego w 2014 roku w największej gazecie w Górnej Frankonii, Fränkischer Tag, Musikhaus Thomann jest największym na świecie sprzedawcą internetowym swojej kategorii towarów. Hans Thomann Sr. założył firmę w 1954 r. w Treppendorf — części wioski Burgebrach w Bawarii w Niemczech — gdzie do dziś znajduje się siedziba firmy Musikhaus Thomann. Firma nadal jest własnością rodziny Thomann.

## Firma
Od 1990 roku firmą zarządza Hans Thomann Jr, przedstawiciel drugiego pokolenia Thomannów. Od 1997 roku Thomann sprzedaje produkty za pośrednictwem własnej strony internetowej. W pierwszym roku obroty online osiągnęły 800 000 marek.
Musikhaus Thomann jest podzielony na trzy jednostki biznesowe:
1. Musikhaus Thomann – sklep muzyczny, magazyn i centrum logistyczne
2. Thomann Direktversand i Thomann Cyberstore – jednostka dystrybucyjna z ok. 3,1 mln klientów i platformą internetową thomann.de
3. Thomann Audio Professionell – jednostka instalacyjna dla dużych projektów obsługujących teatry, stadiony i inne obiekty

W latach 2004–2012 liczba klientów firmy prawie się potroiła i obecnie nieznacznie przekracza 3 miliony.
W 2004 roku firma osiągnęła obrót w wysokości 10 mln euro. W 2006 roku firma odnotowała obrót w wysokości 129 mln euro, co plasuje ją w gronie pięćdziesięciu najszybciej rozwijających się firm w Bawarii.
We wrześniu 2010 roku firma Musikhaus Thomann otrzymała nagrodę Versender des Jahres (Firma wysyłkowa roku), przyznawaną corocznie przez Niemieckie Stowarzyszenie Firm Wysyłkowych. Jury wybrało Musikhaus Thomann ze względu na silny rozwój, zaangażowanie w innowacje i wysoki poziom zadowolenia klientów.
W 2011 roku Musikhaus Thomann otrzymał nagrodę Global E-Commerce Award na Global E-Commerce Summit w Barcelonie. O nagrodę europejską walczyło ośmiu krajowych zwycięzców. Thomann został nominowany w Niemczech, zdobywając w 2010 roku nagrodę Business of the Year w dziedzinie wysyłek pocztowych. Jury zauważyło, że firma Thomann „pokazała zdolność dotarcia do segmentu rynku, w który kilka lat temu nikt nie wierzył, że można go obsłużyć za pośrednictwem sprzedaży internetowej”.

## Marki sklepowe
Thomann sprzedaje kilka marek w swoim sklepie, w tym:
- Fun Generation (efekty świetlne)
- Harley Benton (instrumenty szarpane i smyczkowe, akcesoria, wzmacniacze gitarowe i basowe, pedały efektów)
- Startone (instrumenty dęte, instrumenty dęte blaszane, akordeony, gitary, pulpity nutowe)
- Lead Foot (przełączniki nożne)
- Millenium (zestawy perkusyjne, instrumenty perkusyjne, statywy)
- Roth & Junius (instrumenty smyczkowe, fortepiany)
- Stairville (efekty świetlne)
- Swissonic (rejestratory audio, wzmacniacze studyjne, klawiatury MIDI)
- box, box pro (głośniki PA)
- the sssnake, pro snake (kable, przewody)
- t.akustik (materiały tłumiące i pochłaniające)
- t.amp (wzmocnienie PA)
- the t.mix (miksery elektryczne, akcesoria)
- t.meter (mierniki studyjne, wskaźniki)
- t.bone (mikrofony, słuchawki)